# Allahyar Khan Abdali
Allahyar Khan Abdali fou kan de la tribu afganesa dels Abdali (més tard Durrani) escollit el 1725/1726.
Era governador d'Herat quan Nadir Shah va avançar per conquerir la ciutat el 1729 i Allahyar fou derrotat a les batalles de Kafer Qala (moderna Islam Qala) i Rebat-e Parian i fou rebutjat cap a Herat on es va haver de rendir.
Nadir el va perdonar i el va confirmar com a governador i li fou lleial quan els abdali es van revoltar el 1730; llavors fou expulsat d'Herat pels revoltats i es va refugiar a Marūčaq; els rebels van derrotar Ibrahim Khan, germà de Nadir Shah, prop de Mashad. Nadir va haver d'anar a la zona personalment i Allahyar se li va unir amb tots els seus homes fidels; els revoltats foren derrotats el juliol de 1731 i Allahyar fou restablert a Herat.
Quan al cap de poc la revolta va rebrotar Allahyar aquesta vegada s'hi va unir i va atacar les forces de Nadir sense èxit. Nadir es va apoderar de la seva família a Marūčaq, i després d'unes negociacions que van fallar, Herat fou assetjada i va haver de capitular el 27 de febrer de 1732.
Fou enviat a l'exili a Multan. Seixanta mil membres de la tribu dels abdali foren traslladats forçosament a Mashad, Nixapur i Damghan. Aquest relatiu bon tracte que els va donar Nadir anava destinat a poder reclutar part d'aquesta gent pel seu exèrcit.